# Андреевка (Черняховский район)
Андре́евка (укр. Андріївка) — село на Украине, основано в 1605 году, находится в Черняховском районе  Житомирской области.
Код КОАТУУ — 1825680401. Население по переписи 2001 года составляет 585 человек. Почтовый индекс — 12320. Телефонный код — 4134. Занимает площадь 2,965 км².

## Адрес местного совета
12320, Житомирская область, Черняховский р-н, с.Андреевка, ул. Заречная, 12